# Club Bàsquet Prat
O Club Bàsquet Prat é um clube de basquetebol da cidade de El Prat de Llobregat (Barcelona, Espanha). Está integrado na Federação Catalã de Basquetebol e na Federação Espanhola de Basquetebol.
Ela opera em instalações municipais Sports Center Estruch onde o Pavilhão está localizado Joan Busquets e instalações - também municipal - Fondo d'en Peixo onde a quadra de basquete é Xavier Marcilla.
Atualmente, a temporada 2018 - 2019, dirige uma escola de basquetebol com 80 alunos. Ele também move 25 equipes de promoção e competição da Federação Catalã de Basquetebol com 360 jogadores. Os 90 jogadores do clube estão distribuídos por 7 equipes, onde o Senior joga em segundo Catalana. Promoção do sexo masculino e equipes catalães na competição, com 18 equipas, que vão desde premini à categoria sênior. Nesta última categoria, tem 2 Territorial Senior A, Senior 1 desempenha na primeiro Catalana, e Senior A jogar a nível espanhol, liga LEB Oro. Desde a temporada 2004-2005 da CBPrat este ligado ao clube Joventut Badalona da Liga ACB, este link só a temporada 2017-2018, onde a promoção para a primeira divisão do rozo nacional de basquetebol parou.

## História
Fundada em 1951, nasceu como uma divisão da secção de basquete da Associação Juvenil de Pais Prat (Prat JAPF), que competiu desde 1943. A temporada 1953-54 começou participação notch catalão e 1961-62 ascendeu à segunda divisão do estado. Ele jogou por três temporadas e jogou o declínio play-off a cada ano. Entre o final dos anos sessenta e 1976, ele jogou na terceira divisão. Mais tarde ele continuou em categorias territoriais. Em 1984 ele criou uma equipe feminina e em 1988 ele deixou o fundo do Peixo e se mudou para o Pavilhão de Esportes Estruch. Em 1992, ele assumiu o comando da Escola Municipal de Basquete em 1995 e fundiu-se com a secção de basquetebol do AE Prat, que alguns anos antes tinha absorvido Terlenka Club. A temporada de 1997-98 subiu novamente para a segunda divisão do estado. Na temporada seguinte, com a equipe liderada por Jordi Balaguer, ele foi para a Liga EBA. Ele jogou o play-off de promoção para a LEB em 2002 e 2003. Ele foi vice-campeão (2002) e campeão (2004) do catalão League.
A temporada 2005-06, já vinculada à Juventude de Badalona, foi proclamada campeã absoluta da Liga EBA e subiu para o LEB Plata. Em 25 de maio de 2014, foi promovido pela primeira vez em sua história na Liga LEB Ouro ganhou o terceiro jogo dos playoffs em Palma. A temporada de 2017-18 esfregou a subida ao ACB, quando eliminada na quinta parte das semifinais antes do Basquete de Melilla.

## Jogadores Notáveis
- -  Pau_Ribas
  -  Guillem Vives
  -  Henk Norel
  -  Marko Todorović
  -  Christian_Eyenga